# Avicularia affinis
Avicularia affinis es una especie de araña que pertenece a la familia Theraphosidae (tarántulas). Se encuentra en Chile.